# Suad Liçi
Suad Liçi (Scutari, 24 marzo 1974) è un ex calciatore albanese, di ruolo difensore.

## Carriera

### Nazionale
Ha esordito con la maglia della Nazionale albanese nel 2000 e vi ha giocato fino al 2005 collezionando 6 presenze.